# هینو، شیگا
هینو، شیگا (به لاتین: Hino, Shiga) یک منطقهٔ مسکونی در ژاپن است که در استان شیگا واقع شده‌است. هینو  ۲۲٬۵۰۵ نفر جمعیت دارد.

## خواهرخوانده
شهرهای نوی‌اشتات آن در آیش و Embu das Artes خواهرخوانده‌های هینو، شیگا هستند.